# Zuid-Afrikaanse Reservebank
De Zuid-Afrikaanse Reservebank (SARB) is de centrale bank van Zuid-Afrika. De Reservebank is in 1921 opgericht door de regering van de Unie van Zuid-Afrika en heeft het Zuid-Afrikaanse monopolie op de uitgifte van bankbiljetten.
De Zuid-Afrikaanse Reservebank heeft sinds haar oprichting slechts particuliere aandeelhouders.

## Geschiedenis
De bank werd in 1921 opgericht, nadat de oprichting van de bank geregeld werd in de Valuta- en Bankwet van 1920. De oprichting van de Reservebank was een rechtstreeks gevolg van de financiële ontwrigting na de Eerste Wereldoorlog.
De Reservebank werd opgericht, omdat er behoefte was aan een instelling die bankbiljetten kon uitreiken, de onbevredigende montaire en belastingtoestand kon verbeteren en de grote illegale uitvloei van goud uit Zuid-Afrika kon tegengaan. Centrale banken bestonden in die tijd slechts in Europa. De Zuid-Afrikaanse Reservebank was pas de vierde centrale bank buiten Europa, na de Federal Reserve in de Verenigde Staten, de Bank van Japan en de Javasche Bank in Nederlands-Indië.
Het eerste gebouw van de Reservebank was gelegen aan de Kerkstraat in Pretoria. Op de gevel stond zowel de Nederlandstalige als de Engelstalige naam van de Reservebank. Sinds 1987 is het hoofdkantoor van de Reservebank gevestigd in een wolkenkrabber aan dezelfde Kerstraat.

### Naamgeving
De Zuid-Afrikaanse Reservebank kent 12 officiële namen, waarvan er elf nog in gebruik zijn: voor elke officiële taal van Zuid-Afrika een naam. Bij de oprichting van de Zuid-Afrikaanse Reservebank waren er twee namen: een Nederlands- en een Engelstalige naam. In 1925 kwam daar de Afrikaanstalige naam bij. In 1984 verviel de Nederlandse naam toen het Nederlands als officiële taal in Zuid-Afrika werd afgeschaft. In 1994 kwamen er negen nieuwe namen bij.
| Taal         | Naam                                     |
| ------------ | ---------------------------------------- |
| Afrikaans    | Suid-Afrikaanse Reserwebank              |
| Engels       | South African Reserve Bank               |
| Nederlands   | Zuid-Afrikaanse Reservebank              |
| Noord-Sotho  | Banka ya Risefe ya Afrika Borwa          |
| Swazi        | liBhangi lesiLulu leNingizimu Afrika     |
| Tsonga       | Banginkulu ya Afrika-Dzonga              |
| Tswana       | Banka-kgolo ya Aforika Borwa             |
| Venda        | Bannga ya Vhukati ya Afurika Tshipembe   |
| Xhosa        | lBulungelo-mali eliKhulu leSewula Afrika |
| Zoeloe       | iBhange-ngodla laseNingizimu Afrika      |
| Zuid-Ndebele | lBulungelo-mali eliKhulu leSewula Afrika |
| Zuid-Sotho   | Banka ya Sesiu ya Afrika Borwa           |

## Wettelijk kader en structuur
De Reservebank wordt bestuurd door een raad van veertien directeuren, inclusief de gouverneur en drie vicegouverneurs. De gouverneur en drie vicegouverneurs worden voor een periode van vijf jaar door de president van Zuid-Afrika benoemd. Drie andere directeuren worden voor een periode van drie jaar door de president aangesteld. De andere zeven directeuren worden voor een periode van drie jaar aangesteld door de aandeelhouders. Deze zeven directeuren vertegenwoordigen verschillende sectoren, waarvan een voor de landbouwsector, twee voor de nijverheidssector en vier voor handel en financiële diensten.
De taken en bevoegdheden van de Reservebank zijn geregeld in de Suid-Afrikaanse Reserwebankwet (Wet 90 van 1989) en in de Grondwet van Zuid-Afrika, artikelen 223 tot en met 225.
De gouverneur en de vicegouverneurs zijn verantwoordelijk voor de dagelijkse gang van zaken bij de Reservebank. De huidige gouverneur, Lesetja Kganyago, is de tiende gouverneur sinds de oprichting van de Reservebank. Zij trad aan in 2014.

## Eigendom
De Zuid-Afrikaanse Reservebank heeft particuliere aandeelhouders, waaronder bedrijven, instellingen, individuen en buitenlanders. De Zuid-Afrikaanse overheid is geen eigenaar van de Reservebank. De twee miljoen aandelen van de Zuid-Afrikaanse Reservebank zijn genoteerd aan de Johannesburgse Aandelenbeurs. Daarmee is de Reservebank slechts een van acht centrale banken die niet in handen zijn van hun nationale overheid. Er is slechts een beperking op de verhandeling van de aandelen: geen enkele aandeelhouder mag meer dan 10.000 aandelen bezitten. In 2018 had de Reservebank 696 aandeelhouders.
Aandeelhouders kunnen maximaal 10 Zuid-Afrikaanse cent dividend per aandeel per jaar ontvangen. Dit zorgt ervoor dat de Reservebank maximaal 200.000 rand aan dividend hoeft uit te keren. De overige winsten worden afgedragen aan de Zuid-Afrikaanse overheid.
De Zuid-Afrikaanse regering heeft plannen aangekondigd om de Zuid-Afrikaanse Reservebank te nationaliseren.

## Taken
De Zuid-Afrikaanse Reservebank is onder meer verantwoordelijk voor het vermarkten van de Zuid-Afrikaanse goudproductie en verricht daarnaast als centrale bank een aantal taken:
- de distributie van bankbiljetten;
- bankier zijn voor de Zuid-Afrikaanse overheid;
- bankier zijn voor andere banken in Zuid-Afrika;
- de facilitering van de verrekening en vereffening van leningen tussen Zuid-Afrikaanse banken;
- het besturen van de Zuid-Afrikaanse goud- en buitenlandse valutareserves;
- het faciliteren van de uitgifte van staatsobligaties;
- het verzamelen, verwerken en publiceren van economische statistieken en andere informatie;
- het houden van toezicht op banken en woningbouwverenigingen;
- het uitvoeren van algemeen monetair beleid.

## Internationaal Monetair Fonds en de Wereldbank
Zuid-Afrika was in 1945 een van de oprichters van het Internationaal Monetair Fonds (IMF) en de Wereldbank.
Sindsdien werkt de Zuid-Afrikaanse Reservebank met het Zuid-Afrikaanse ministerie van Financiën samen om de betrekkingen met het IMF en de Wereldbank te onderhouden.
De gouverneur van de Reservebank fungeert als de vertegenwoordiger van Zuid-Afrika in de Raad van voorzitters van de Wereldbank. Samen met ambtenaren van de Zuid-Afrikaanse regering woont de gouverneur geregeld de jaarvergaderingen van de Wereldbank en het IMF bij.

## Lijst van gouverneurs
- William Henry Clegg - december 1920 - december 1921
- Johannes Postmus - januari 1931 - juni 1945
- Michiel Hendrik de Kock - juli 1945 - juni 1962
- Gerard Rissik - juli 1962 - juni 1967
- Theunis Willem de Jongh - juli 1967 - december 1980
- Gerhardus Petrus Christiaan de Kock - januari 1981 - augustus1989
- Christian Lodewyk Stals - augustus 1989 - augustus 1999
- Tito Mboweni - augustus 1999 - november 2009
- Gill Marcus - november 2009 - november 2014
- Lesetja Kganyago - november 2014 - heden[6]